# Heinz Folte
Heinz Folte (* 28. April 1910 in Neuenbrok; † 21. Februar 1976 in Brake) war ein deutscher Politiker (CDU).
Folte besuchte die Volksschule in Neuenbrok zwischen 1916 und 1924. Im Anschluss war er für vier Jahre in der Landwirtschaft beschäftigt. Im Jahr 1929 begann er einen zweijährigen Besuch einer Privatschule in Oldenburg. Er wurde in die Unterprima der dortigen Oberschule aufgenommen und legte im Jahr 1932 das Abitur ab. Zwischen 1932 und 1935 studierte er Landwirtschaft und Volkswirtschaft an der landwirtschaftlichen Hochschule in Hohenheim und den Universitäten Wien und Berlin. Im Jahr 1935 legte er seine Diplomprüfung ab und promovierte im Jahr 1936 an der Universität Berlin.
Anschließend war er ab 1936 beim Reichsnährstand beschäftigt, wo er später im deutsch besetzten Polen Leiter der Abteilung Landwirtschaft in dem Reichskommissar für die Festigung deutschen Volkstums unterstellten Bodenamt Danzig-Westpreußen wurde, wodurch ihm in Danzig-Westpreußen die Registrierung und Bestandsaufnahme allen Grundbesitzes sowie die Sicherstellung des ehemaligen polnischen und jüdischen Besitzes unterstand. Zudem regelte das Bodenamt den ländlichen Grundstücksverkehr.
Zum 1. Mai 1937 trat Folte in die NSDAP ein (Mitgliedsnummer 4.435.370).
Im Zweiten Weltkrieg war er zwischen 1942 und 1945 als Soldat Kriegsteilnehmer. Nach Ende des Krieges ging er zwischen 1945 und 1948 einer Beschäftigung in der Landwirtschaft nach. Am 19. Oktober 1948 wurde er in der Kategorie V entnazifiziert. Ab 1949 war er bis 1962 Geschäftsführer des Kreislandvolkverbandes. Ab 1962 war er als Wirtschaftsberater freiberuflich tätig.
Folte war seit 1948 Mitglied des Kreistages und von der dritten bis fünften Wahlperiode Mitglied des Niedersächsischen Landtages zwischen dem 6. Mai 1955 und dem 5. Juni 1967. Folte gehörte vom 9. Mai 1955 bis 5. Mai 1959 der DP/CDU-Fraktion, danach der CDU-Fraktion an.
Folte war im Landtag vom 14. Juni 1955 bis 5. Mai 1959 Mitglied im Ausschuss für Ernährung und Landwirtschaft, vom 2. Juni 1959 bis 5. Mai 1963 im Ausschuss für Ernährung und Landwirtschaft und im Ausschuss für Häfen und Fischerei, vom 9. Oktober 1959 bis 5. Mai 1963 im Sonderausschuss Wassergesetz, vom 8. März 1962 bis 5. Mai 1963 im Sonderausschuss Sturmflutkatastrophe, vom 21. Juni 1963 bis 5. Juni 1967 Mitglied im Ausschuss für Ernährung und Landwirtschaft und vom 19. Mai 1965 bis 5. Juni 1967 im Ausschuss für Häfen und Fischerei.